# Marschalkó Lajos
Marschalkó Lajos (Hajdúböszörmény, 1903. szeptember 11. – München, 1968. május 20.) magyar író, költő és újságíró.

## Élete

### Származása
Édesapja Marschalkó Gusztáv volt, aki a hajdúböszörményi gimnáziumban tanított matematikát és fizikát. Az első világháborúban haslövést kapott, minek következtében életét vesztette. Édesanyja Galánffy Ágnes zeneszerző és zongoraművész volt, 1936-ban Budapestre költözött, ahol  1960 júniusában hunyt el.

### Korai pályafutása
Munkásságát fajvédő, jobboldali és szélsőjobboldali lapoknál kezdte (Fehér Újság, Magyar Jövő). Ezt követően a Hajdúföld munkatársa lett, 1934-től pedig felelős szerkesztője volt a Debreceni Újságnak. 1936-ban Budapesten vállalt munkát. A fővárosi lapokban már regényeket is megjelentetett, majd 1939 és 1944 között a szélsőjobboldali Függetlenség belső munkatársa.

### Emigrációban
A második világháború után, 1945-ben Németországba menekült. 1947-ben az egyre nagyobb kommunista befolyás alá kerülő magyar hatóságok a Szövetséges Ellenőrző Bizottsághoz fordultak háborús bűnösként való kiadatása érdekében. Mivel a kérelmük megalapozatlan volt, ezért azt elutasították. Noha Marschalkó radikális antiszemita volt (majd 1945 után holokauszt-tagadó), nem tartozott semmilyen párthoz vagy szervezkedéshez. A népbíróság ennek ellenére távollétében halálra ítélte. 
Münchenben fizikai munkásként dolgozott egy gyárban. Emellett éjjel cikkeket és könyveket írt.
1951 szeptemberétől 1954 decemberéig a Csűrös Zoltán és Ráttkay R. Kálmán szerkesztésében megjelenő Új Magyarság című lap, 1960 és 1962 között pedig a montréali Összetartás című lap főmunkatársa volt. 1955-től az Új Magyar Jövő című lap társszerkesztője volt. 1954-től pedig a Süli József által alapított  londoni Hídfő című lap vezércikk-írója, majd 1960-tól haláláig főszerkesztője volt.
Munkásságáért 1954-ben Nyírő József-díjat kapott.
Cikkei egy részét Mátray Lajos néven írta, melyeket több emigrációs lap is megjelentetett, többek között a Délamerikai Magyar Hírlap, a Délamerikai Magyarság című lap, a Hungarian Week című lap, a Hungária című lap, a Képes Magyar Világhíradó című lap, a New York-i Krónika, a Magyar Egység, a Magyar Nemzeti Ifjúság, a Magyar Nők, a Magyarok Útja, a Nyugati Magyarság, a Szittyakürt, a Szabad Magyar Világ, a Szabad Magyarság és a Szabad Nemzet című lapok.
1960-ban szerkesztésében megjelent a Hídfő Trianoni Almanach, amely a Trianonról szóló irodalom egyik kiemelkedő alkotása.
1968. május 20-án Münchenben hunyt el.
Sírkövén ez olvasható: 
„Istenért, hazáért és szabadságért – mindhalálig”.

## Főbb művei
- Kik árulták el 1918-ban Magyarországot?, Stádium Kiadó (1944)
- Egyedül Sztálin ellen, Cleveland (1949)
- Vörös vihar (visszaemlékezések), San Francisco (1954)
- Semleges Magyarországot! Javaslat az emigrációs politika új iránya érdekében, London (1955)
- Világhódítók. Az igazi háborús bűnösök (2. javított kiadás), München (1958)
- Vádló bitófák. A magyar nemzet igazi sírásói (Fiala Ferenccel), London (1958)
- Hídfő Trianoni Almanach, München (1960)
- Mindhalálig (történelmi elbeszélések), München (1962)
- Országhódítók, München (1965)